# Bernhard Mejer
Bernhard Mejer (* 13. Dezember 1570 in Flensburg; † 24. April 1634 in Kopenhagen) war ein deutscher evangelisch-lutherischer Geistlicher.

## Leben und Wirken
Bernhard Mejer war ein Sohn von Johannes Meyer (* 1530; † 4. August 1584) und dessen Ehefrau Anna, geborene Pepers aus Hamburg. Sein Vater war Pastor an der Flensburger Marienkirche und Propst. Sein jüngerer Bruder Johannes (1573–1617) war der Vater des Kartographen Johannes Mejer. Der Nachname der Familie ist in Quellen wechselnd genannt. Mejer selbst schrieb im Rahmen einer Leichenpredigt eine Widmung, in der er die Schreibweise „Mejer“ verwendete. Oftmals sind auch latinisierte Schreibweisen wie Mejerus, Meierus oder Meyerus zu finden.
Mejer besuchte die Lateinschule in Flensburg und schrieb sich 1591 für das Studium der Evangelischen Theologie an der Universität Jena ein. Nach der Promotion zum Magister im Jahr 1594 studierte er ab 1599 an der Universität Tübingen. 1601 wurde er zum Rektor der Lateinschule und zweitem Schlossprediger in Hadersleben ernannt. 1607 folgte er auf seinen Onkel Jürgen Schröder als Pastor der dortigen Marienkirche. 1612 wechselte er an die Kieler Nikolaikirche und 1616 an die St.-Petri-Kirche in Kopenhagen. An dieser Kirche der deutschen Gemeinde bekam er ein Gehalt von 1300 Reichstalern. Da er in den späteren Lebensjahren Comoediae sacrae, lateinische Schulkomödien zu Inhalten der Bibel schrieb, ist davon auszugehen, dass er in Kopenhagen auch als Lehrer arbeitete. Von den Komödien erschien nur die Lampades über das Gleichnis von den klugen und törichten Jungfrauen in gedruckter Form.
Mejer beschäftigte sich offensichtlich lieber mit humanistischen Studien als mit seinen Aufgaben als Pastor. 1633 hatte er einen Konflikt mit dem seeländischen Bischof Hans Poulsen Resen, der ihn beschuldigte, das dänische Kirchenrecht zu missachten, da examinierte deutsche Studenten seine Predigten übernahmen. Aufgrund der offensichtlich richtigen Vorwürfe wurde Mejer verurteilt und sollte seine Ämter verlieren. Ein Gnadenerweis konnte dieses abwenden, sodass er das Amt bis Lebensende behielt.

## Familie
Am 7. Oktober 1604 heiratete Mejer in erster Ehe Botilde Tolner. Aus dieser Ehe stammt Johannes Mejer. In zweiter Ehe heiratete er vermutlich Agathe, deren Vater Christian Petri Landschreiber von Nordstrand war.

## Werke
- Lampades. Comoedia sacra ex cap. XXV. Matthaei Evangelistae. Hamburg: 1621

Digitalisat, Dänische Königliche Bibliothek